# Prociphilus carolinensis
Prociphilus carolinensis är en insektsart som beskrevs av Smith, C.F. 1969. Prociphilus carolinensis ingår i släktet Prociphilus och familjen långrörsbladlöss. Inga underarter finns listade i Catalogue of Life.